# Coldwater, Ohio
Coldwater là một làng thuộc quận Mercer, tiểu bang Ohio, Hoa Kỳ. Năm 2010, dân số của làng này là 4427 người.

## Dân số
- Dân số năm 2000: 4482 người.
- Dân số năm 2010: 4427 người.